# Brasil Sorridente
O Brasil Sorridente - Política Nacional de Saúde Bucal é um programa do Ministério da Saúde do Governo Federal brasileiro. Lançado em março de 2004, foi desenvolvido com o objetivo de ampliar o atendimento a serviços odontológicos, ofertando ações de promoção, prevenção e recuperação da saúde bucal da população brasileira.

## Histórico
Em dezembro de 2000, o governo federal estabeleceu incentivos financeiros no âmbito do do Programa de Saúde da Família - PSF para a reorganização da atenção à saúde bucal prestada nos municípios. A partir de março de 2001, o Ministério da Saúde regulamentou a inserção dos cirurgiões-dentistas, técnico de higiene dental e auxiliar de consultório dentário no âmbito do PSF, buscando ampliar o acesso da população a ações de saúde bucal por meio das Equipes de Saúde Bucal.
O Ministério da Saúde lançou o programa Brasil Sorridente em 17 de março de 2004, com o objetivo de ampliar o acesso ao tratamento odontológico no país, tendo sido a primeira política nacional especificamente voltada para tratar de saúde bucal no Brasil. O programa propôs a ampliação e qualificação da atenção básica com  incorporação das Equipes de Saúde Bucal na Atenção Básica através da Estratégia de Saúde da Família, além de ofertar mais serviços com a criação dos Centros de Especialidades Odontológicas para o atendimento a média e alta complexidade.
No âmbito do programa , os profissionais que atuam na atenção básica ficam responsáveis pelo primeiro atendimento ao paciente, encaminhando aos centros especializados os casos mais complexos. Até então, os atendimentos odontológicos oferecidos pelo SUS limitavam-se quase exclusivamente a procedimentos simples, como extrações dentárias, restaurações, pequenas cirurgias, aplicação de flúor.
O programa é executado em parceria entre estados, municípios e o governo federal, por meio do Ministério da Saúde.

## Linhas de ação
- Reorganização da Atenção Básica: fortalecimento das Equipes de Saúde Bucal (ESB) na Estratégia de Saúde da Família[7]
- Centros de Especialidades Odontológicas (CEOs): tratamento de canal, cirurgias orais, atendimento a pacientes com necessidades especiais, colocação de próteses dentárias[7]
- Laboratórios Regionais de Próteses Dentárias (LRPDs)[7]
- Educação e Prevenção[7]
- Ampliação do acesso em áreas vulneráveis[7]

O primeiro atendimento ao usuário nas ações de assistência odontológica no SUS ocorre na Atenção Primária à Saúde (APS), por meio das Eequipes de Saúde Bucal (ESB), que estão presentes nas Unidades Básicas de Saúde (UBS) e nas Unidades Odontológicas Móveis (UOM). Havendo necessidade de procedimentos mais complexos que necessitem de atendimento especializado, a ESB irá encaminhar o usuário aos Centros de Especialidades Odontológicas (CEO), aos Serviços de Especialidades em Saúde Bucal (Sesb) ou aos Hospitais.
O Programa Brasil Sorridente está integrado a diversas outras ações e programas do Ministério da Saúde, como o Programa Saúde na Escola, o Plano Nacional para Pessoas com Deficiência, a Saúde do Trabalhador, a Vigilância Ambiental e a Fluoretação das Águas de Abastecimento Público, dentre outras.
Em 2023, o Brasil Sorridente foi incorporado à Política Nacional de Saúde Bucal como política permanente do SUS, conforme estabelecido pela Lei nº 14.572, de 2023. Essa legislação reforça o caráter estruturante do programa dentro da atenção primária à saúde, garantindo a continuidade dos investimentos públicos em ações de promoção da saúde, prevenção de doenças e reabilitação oral, com foco na redução das desigualdades sociais em saúde bucal. Entre os marcos da política está a ampliação da cobertura populacional pelas Equipes de Saúde da Família, a integração das ações odontológicas ao Programa Saúde na Família e a inclusão dos serviços de prótese e reabilitação em contextos como as populações rurais e ribeirinhas, comunidades quilombolas e povos indígenas, promovendo o acesso universal e equitativo à saúde bucal.
Em agosto de 2024, o país contava com 34.729 Equipes de Saúde Bucal, 3.984 Laboratórios Regionais de Próteses Dentárias (LRPDs), 1.197 Centros de Especialidades Odontológicas (CEOs) e 441 Serviços de Especialidades em Saúde Bucal (Sesb).